# Joanna Hiffernan

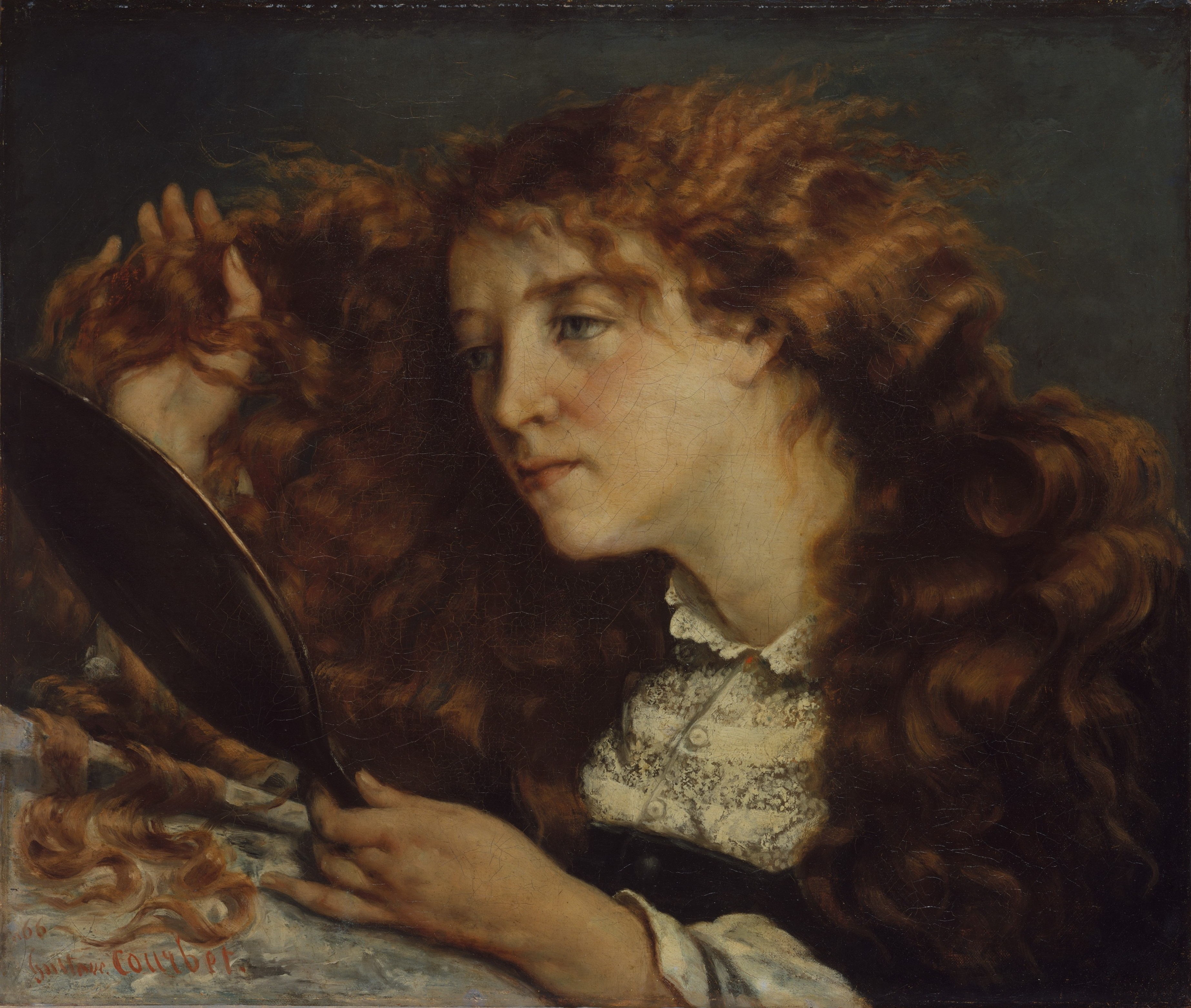
Gustave Courbet: La Belle Irlandaise, 1865–66, Metropolitan Museum of Art

Joanna Hiffernan (rzadziej Heffernan, ur. ok. 1843, zm. po 1903) – irlandzka modelka, portretowana w latach 1861–1868 głównie przez Jamesa McNeilla Whistlera i Gustave’a Courbeta. W swoim czasie była ona ulubioną modelką (i kochanką) Whistlera. Najbardziej znane obrazy, do których pozowała Joanna Hiffernan, to: Symfonia w bieli nr 1: dziewczyna w bieli, Symfonia w bieli nr 2: dziewczynka w bieli, Symfonia w bieli nr 3 Whistlera oraz Jo, piękna Irlandka i Sen Courbeta.

## Życiorys

### Stosunki z Jamesem Whistlerem

James McNeill Whistler Symfonia w bieli nr 1: dziewczyna w bieli, 1862, National Gallery of Art

Joanna Hiffernan była córką Irlandczyka Patricka Hiffernana i jego żony Katherine Hiffernan, która zmarła w 1862. Whistler spotkał Joannę Hiffernan po raz pierwszy w 1860 w pewnym atelier przy Rathbone Place w Londynie. Hiffernan pierwszy raz pozowała Whistlerowi w 1861 w jego paryskim atelier przy Boulevard des Batignolles, gdy artysta malował jej portret Symfonia w bieli nr 1: dziewczyna w bieli. Przez co najmniej sześć najbliższych lat pozostawała z nim jako jego partnerka i modelka. W liście do Henri Fantin-Latoura z 1861 Whistler opisał Hiffernan i niemożność jej namalowania, kiedy pracował nad obrazem Wapping:
[…] próbowałem nadać jej wyraz! Naprawdę, mój przyjacielu! Prawdziwy wyraz – gdybym tylko mógł opisać ci jej głowę – to są najpiękniejsze włosy, jakie kiedykolwiek widziałeś! czerwone, ale nie złote, czy koloru miedzianego – jak jakaś Wenecjanka we śnie! – skóra biała żółta lub złota, jak wolisz […]
Matka Whistlera oraz jej krewni nie byli szczęśliwi z powodu związku artysty z Hiffernan, ponieważ w ich oczach każda niezamężna kobieta będąca do dyspozycji artysty jako modelka – co jednocześnie w powszechnie przyjętym mniemaniu oznaczało pozowanie nago – była prostytutką. Z uwagi na to matka poprosiła syna, aby uposażył Joannę Hiffernan spadkiem jednej z ciotek, dając jej w ten sposób niezależność. Gdy w 1864 matka Whistlera przyjechała w odwiedziny do syna z Ameryki, Joanna Hiffernan wyprowadziła się z ich wspólnego mieszkania przy Lindsey Row w Londynie.

### Hiffernan i Gustave Courbet

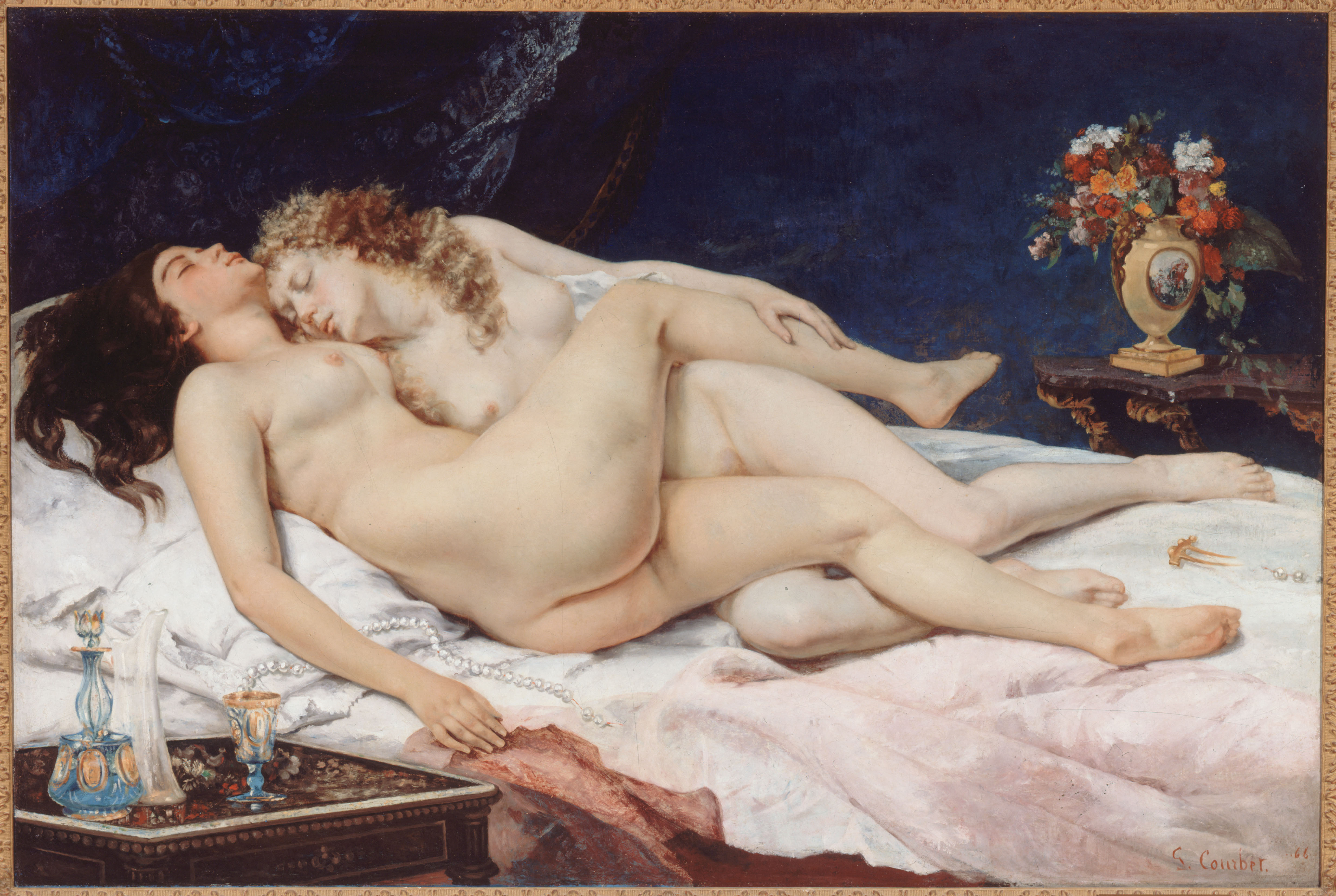
Gustave Courbet Sen, 1866, Petit Palais

Whistler podziwiał Joannę Hiffernan, przede wszystkim za jej wygląd i rude włosy, dzięki którym zyskała przydomek fiery Jo („ognista Jo“). Na jego stosunek do Hiffernan nie mieli wpływu ani jego rodzina ani przyjaciele czy znajomi. Prawdopodobnie też kłótnia, w jaką Whistler wdał się w 1863 ze swoim francuskim kolegą-malarzem Alphonse’m Legros, miała związek z Hiffernan. W 1865 podczas pobytu w Trouville-sur-Mer, rodzinnej miejscowości swojego przyjaciela Gustave’a Courbeta, Whistler przedstawił mu Joannę Hiffernan. Courbet w tym samym roku namalował, w czterech wersjach, jej portret Jo, piękna Irlandka oraz szkic olejny Portret Jo.
W 1866, kiedy Whistler był w Valparaíso, zlecił Joannie Hiffernan sprzedaż swoich obrazów. Hiffernan nazywała się w tym czasie Pani Abbott, według drugiego imienia Whistlera. W tym samym roku Hiffernan pojechała do Paryża i pozowała Courbetowi jako jedna z modelek do erotycznego obrazu Sen przedstawiającego dwie nagie, śpiące kobiety. Prawdopodobnie miała romans z Courbetem. Po powrocie z Valparaiso Whistler rozstał się, bez kłótni, z Hiffernan.

### Losy Hiffernan po rozstaniu z Whistlerem

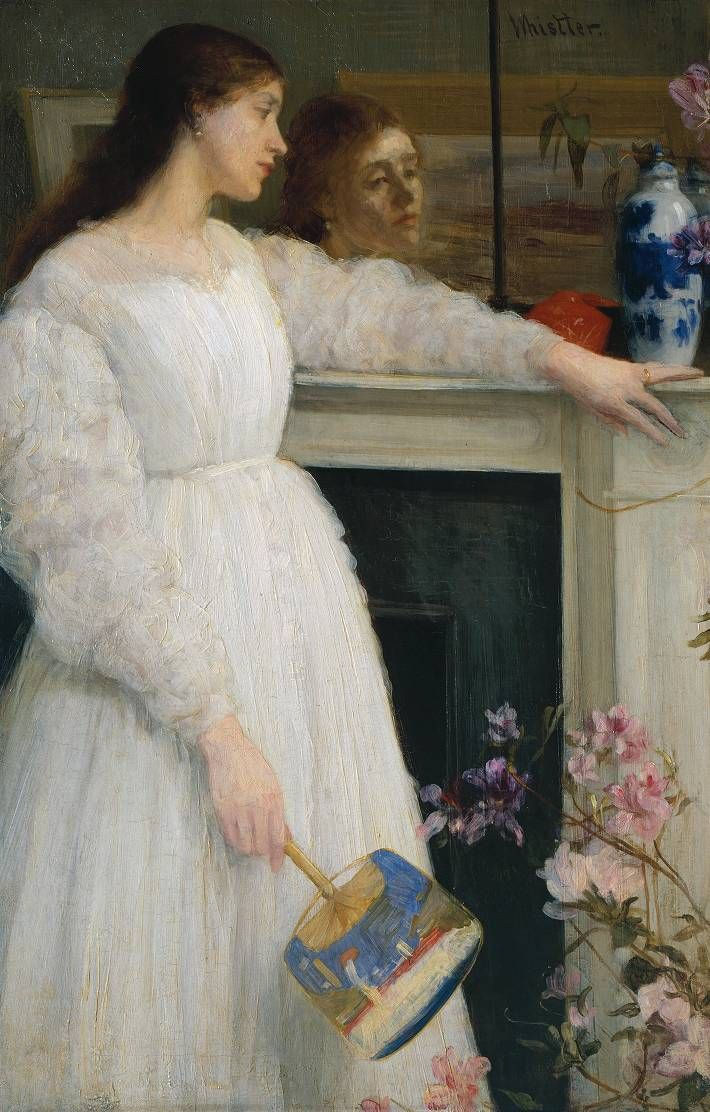
James McNeill Whistler, Symfonia w bieli nr 2: dziewczynka w bieli, 1864, Tate Britain

Joanna Hiffernan przebywała kilka lat w Londynie; utrzymywano, iż zajmowała się ona wówczas nieślubnym dzieckiem Whistlera, o którym jednak nic więcej nie wiadomo i które prawdopodobnie w ogóle nie istniało. Niezależnie od tego biograf Walter Greaves wspomina także o synu Whistlera o imieniu Harry, istnienie którego również nie jest potwierdzone w dokumentach. Syn Whistlera, Charles Hanson Whistler urodził się w 1870 ze związku z Louisą Fanny Hanson i mieszkał przez krótki okres z Joanną Hiffernan u jej siostry Bridget Agnes Hiffernan w domu przy Thistle Grove Lane w Londynie. Kiedy latem 1880 Whistler pojechał do Wenecji ze swoją ówczesną kochanką Maud Franklin, Joanna Hiffernan zajęła się raz jeszcze jego dzieckiem. W tym samym roku Whistler wysłał swojemu synowi list, w którym załączył pozdrowienia dla cioci Jo.
Niewiele wiadomo o życiu Joanny Hiffernan po 1880. Siostra Courbeta, Julietteinformowała w liście z 18 grudnia 1882, że w Nicei spotkała piękną irlandzką dziewczynę, która tam sprzedawała antyki i miała również kilka obrazów Courbeta. Miała ona tam mieszkać od czasu wojny francusko-niemieckiej i była mężatką. Poza tym miała nazywać się Pani Abbott. Maud Franklin, kochanka Whistlera, nosiła takie samo nazwisko, po tym jak wyszła za mąż za Amerykanina R.H.S. Abbotta i wyjechała do Cannes na południu Francji.
Ostatnie świadectwo o Joannie Hiffernan pochodzi od kolekcjonera sztuki Charlesa Freera, który po śmierci Whistlera miał witać żałobników przy jego wystawionej na widok publiczny trumnie. Opowiadał on o pewnej kobiecie, która przyszła i około godziny stała w milczeniu przy trumnie – po jej oczach i włosach rozpoznał ją jako Jo.

## Obrazy
Joanna Hiffernan pracowała prawdopodobnie jako modelka jeszcze przed spotkaniem z Whistlerem, jednak żadne jej obrazy z tego okresu nie są znane.

### James McNeill Whistler:Symfonia w bieli
James McNeill Whistler kilkakrotnie malował i rysował Joannę Hiffernan w czasie trwania ich związku, poza tym pozowała ona do innych postaci kobiecych na jego obrazach. Najbardziej znane są trzy obrazy, przedstawiające Hiffernan, zatytułowane Symfonia w bieli. Na dwóch pierwszych: Symfonia w bieli nr 1: dziewczyna w bieli oraz Symfonia w bieli nr 2: dziewczynka w bieli widnieje sama Hiffernan, podczas gdy na trzecim,  Symfonia w bieli nr 3 przedstawiona została wspólnie z profesjonalną modelką Milly Jones, późniejszą żoną aktora Stuarta Robsona.

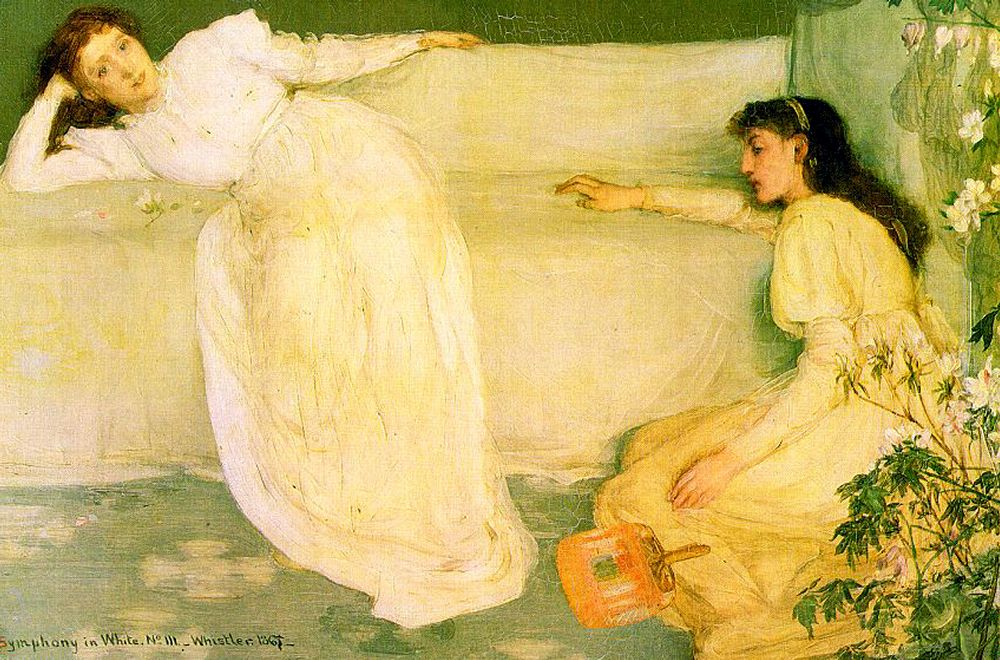
James McNeill Whistler: Symfonia w bieli nr 3, 1865–67, Barber Institute of Fine Arts

Na namalowanym w 1862 obrazie  Symfonia w bieli nr 1: dziewczyna w bieli  Hiffernan stoi na tle kurtyny, na niedźwiedziej skórze, ubrana w prosto jak na ówczesne czasy skrojoną, białą suknię. Jej rozpromienione spojrzenie jest skierowane prosto w oczy widza. W lewej ręce trzyma pojedynczy kwiat lilii. Na obrazie Symfonia w bieli nr 2: dziewczynka w bieli (1864) Hiffernan stoi z boku opierając się o kominek i patrząc w umieszczoną za nim lustrzaną taflę. Jej lewa ręka spoczywa na gzymsie kominka, natomiast w opuszczonej prawej ręce trzyma kolorowy wachlarz. Z kolei w Symfonii w bieli nr 3 (1865–67) Hiffernan siedzi półleżąc na białej ławce, podpierając głowę prawą ręką, a lewą wspierając się o oparcie. Jej nogi są swobodnie wyciągnięte. Milly Jones siedzi przed ławką i patrzy w kierunku Joanny Hiffernan, przed nią natomiast leży kolorowy wachlarz. Wszystkie te trzy obrazy zostały zatytułowane przez Whistlera Symfonia w bieli i otrzymały kolejne numery serii, która kończy się na trzecim obrazie. Łączącym je elementem są stosunkowo proste, białe suknie jak również pojawiające się na wszystkich obrazach kwiaty oraz kolorowy wachlarz (na obrazie drugim i trzecim).
Do nielicznych znanych obrazów Whistlera, do których Joanna Hiffernan pozowała jako modelka należy pochodzący z lat 1860–64 obraz Wapping przedstawiający scenę w porcie. Na obrazie tym Hiffernan pozowała do postaci rudowłosej kobiety siedzącej na pierwszym planie. Oprócz wymienionych obrazów Hiffernan pozowała też do szeregu szkiców, rysunków i akwafort. Wymienić tu należy pochodzącą z 1861 akwafortę Jo, która jest bardzo nietypowa w porównaniu z innymi portretowymi interpretacjami Whistlera. Joanna Hiffernan ukazana jest tu z przodu, z rozpuszczonymi, zmierzwionymi włosami. Znana jest również akwaforta Zmęczona z 1863, ukazująca Hiffernan śpiącą na krześle, oraz kilka innych, podobnych w typie rysunków śpiącej kobiety.

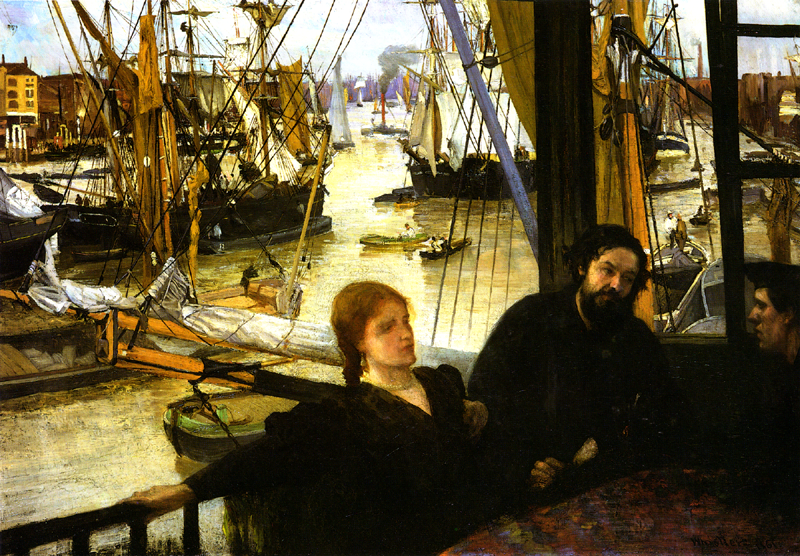
Wapping, 1860–64
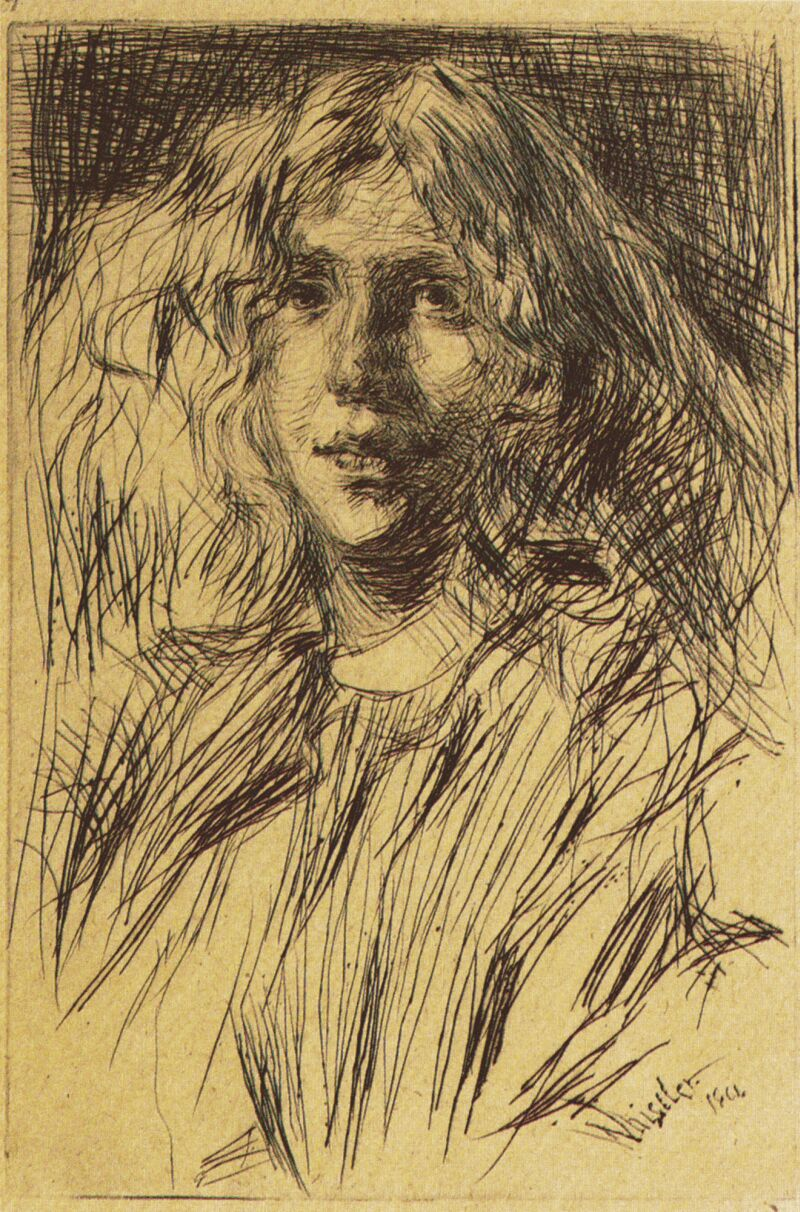
Jo, 1861
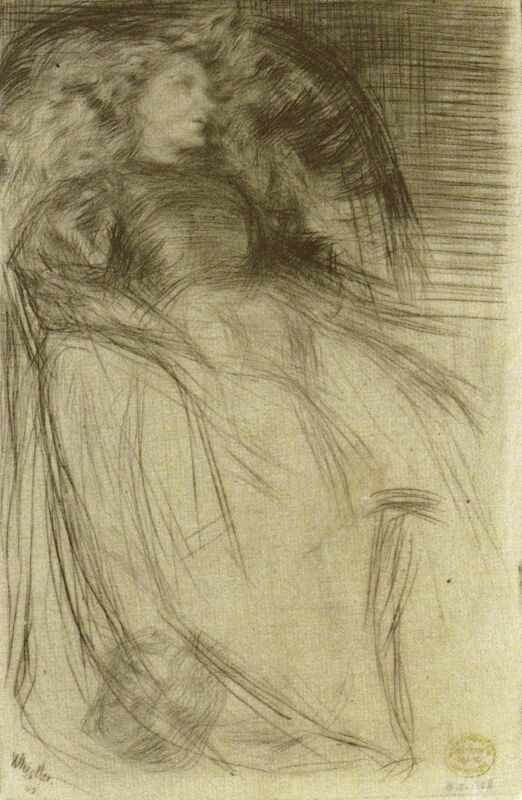
Zmęczona, 1863
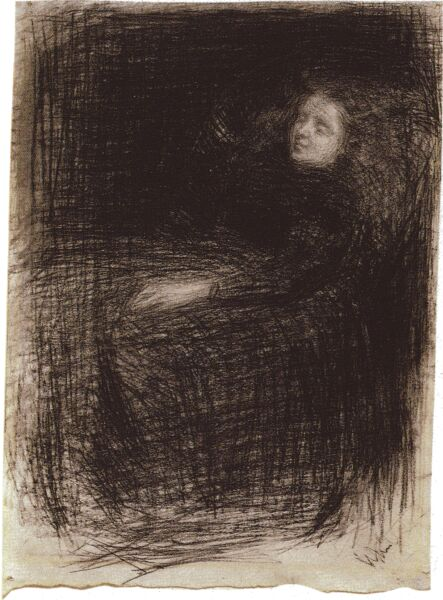
Śpiąca, 1863

### Gustave Courbet:Jo, piękna Irlandka

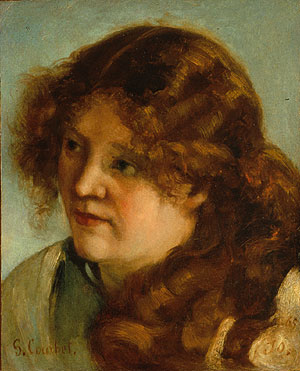
Gustave Courbet: Portret Jo, 1863, Metropolitan Museum of Art

Gustave Courbet po raz pierwszy namalował Joannę Hiffernan na jesieni 1865, kiedy przyjechała ona razem z Whistlerem do Trouville-sur-Mer na wybrzeżu Normandii. Courbet mieszkał tu od września w apartamencie kasyna i prowadził kursy malarskie. Z tego roku pochodzi La Belle Irlandaise, obraz portretowy, przedstawiający Hiffernan, która trzyma w lewej ręce lusterko, a prawą odgarnia włosy. Na obrazie są dokładnie ukazane bujne, rude włosy modelki, zwracające uwagę widza. Na podstawie tego obrazu Courbet sporządził cztery kopie, które dziś znajdują się w różnych muzeach i kolekcjach. W tym samym roku namalował on dalsze portrety głowy Hiffernan, zatytułowane Portret Jo, tym razem z włosami upiętymi z tyłu.
W 1866 powstał erotyczny obraz Sen, do którego Hiffernan pozowała jako modelka jednej z dwóch śpiących kobiet. Obie przedstawione na obrazie kobiety są nagie i leżą jako spleciona para na białym prześcieradle, co dla widza oznacza parę lesbijek po miłosnej nocy. Wymowę sceny wzmacnia rozdarty naszyjnik z pereł na mocno pogniecionym prześcieradle.

Gustave Courbet: Pochodzenie świata, 1866, Musée d’Orsay

Panuje niezgoda co do kwestii, czy Joanna Hiffernan mogła również pozować jako modelka do kontrowersyjnego obrazu Courbeta L’Origine du monde (Pochodzenie świata, 1866). Obraz ten, namalowany na zlecenie tureckiego kupca Khalila Beya ukazuje w zbliżeniu owłosiony srom kobiety, która leży z rozchylonymi udami na łóżku lub sofie. Fragment jest tak wybrany, że pozostała część jej ciała, przede wszystkim jej twarz jest nierozpoznawalna, z wyjątkiem brzucha, piersi i sutek. Ponieważ obraz powstał w tym samym roku co Sen a Joanna Hiffernan była w tym czasie ulubioną modelką Courbeta, przypuszczenie to jest bliskie prawdy, choć nie ma żadnych dowodów na to, że to faktycznie ona została przedstawiona na tym obrazie, a bardzo ciemne owłosienie łonowe każe niektórym krytykom wątpić, czy taki srom należy do rudowłosej kobiety. Przypuszczenie to prawdopodobnie wyraziła po raz pierwszy w 1978 Sophie Monneret, a w 1995 powtórzyła je również część krytyków (Jean-Jaques Fernier, Michèle Haddad i Chantal Humbert) w katalogu wystawy Courbet L’Amour. Chantal Humbert założyła, że powstanie obrazu może być bardziej złożone, sugerując kompozycję z pewnego obrazu Joanny Hiffernan i Augustine Legaton, ówczesnej gwiazdy fotografii pornograficznej. W swojej powieści J’étais l’origine du monde z 2000 francuska powieściopisarka Christine Orban przedstawiła Joannę Hiffernan jako kochankę i modelkę Courbeta.